# روزينا لورانس
روزينا لورانس (بالإنجليزية: Rosina Lawrence)‏ هي راقصة وممثلة أمريكية، ولدت في 30 ديسمبر 1912 في كندا، وتوفيت في 23 يونيو 1997 بنيويورك في الولايات المتحدة بسبب سرطان.

## أعمال

### أفلام
- (1936) زيجفيلد العظيم
- (1937) طريق الخروج من الغرب

## وصلات خارجية
- روزينا لورانس على موقع IMDb (الإنجليزية)
- روزينا لورانس على موقع ألو سيني (الفرنسية)
- روزينا لورانس على موقع تيرنر كلاسيك موفيز (الإنجليزية)
- روزينا لورانس على موقع أول موفي (الإنجليزية)
- روزينا لورانس على موقع قاعدة بيانات الأفلام السويدية (السويدية)
- روزينا لورانس على موقع قاعدة بيانات الفيلم (الإنجليزية)
- روزينا لورانس على موقع كينوبويسك (الروسية)